# Meridiungulata
A Meridiungulata az emlősök (Mammalia) osztályának és a méhlepényesek (Placentalia) alosztályágának egyik öregrendje.

## Tudnivalók
A fosszilis Meridiungulata öregrend vagy cohors (valódi rendszertani rangja még nem ismert), a dél-amerikai őshonos patások rendjeit foglalja magába. Lehet, hogy a Meridiungulata csoport az őspatásokból (Condylarthra) fejlődött ki. Ilyenformán, rokonságban állnak a Laurasiatheria öregrenddel, és az ebbe tartozó rendekkel is, például: a párosujjú patásokkal (Artiodactyla) és a páratlanujjú patásokkal (Perissodactyla) is. Az is lehetséges, hogy a Meridiungulata a méhlepényeseken belül egy másik macrocsoport tagja, amelynek neve Atlantogenata cohors.
A Meridiungulata-fajok többsége, elszigetelődve fejlődött a többi patás állattól; ez a csoport a konvergens evolúció egyik legjobb példája. A párosujjú patásokkal és a páratlanujjú patásokkal való rokonság, csak feltételezett, legalább amíg nem támasztják alá DNS vizsgálatokkal. Egyes őslénykutatók megkérdőjelezik ennek az öregrendnek vagy cohorsnak a monofiletikus csoport voltát, mivel szerintük a Pyrotheria rend közelebbi rokonságot mutat az afrikai származású Embrithopoda renddel (egyesek szerint ebből alakult ki az elefánt), mint a Meridiungulata többi dél-amerikai rendjével.
A legtöbb Litopterna- és Notoungulata-faj kihalt a nagy amerikai faunacsere idején, amikor Észak-Amerikából új patások és ragadozók érkeztek. Azonban néhány fajuk, csak a pleisztocén végi kihalások idején tűntek el.

## Rendszerezés
Az öregrendbe az alábbi 4 rend tartozik:
- †Astrapotheria Lydekker, 1894
- †Litopterna Ameghino, 1889
- †Notoungulata Roth, 1903
- †Pyrotheria Ameghino, 1895

## Fordítás
- Ez a szócikk részben vagy egészben  a   Meridiungulata című angol Wikipédia-szócikk ezen változatának fordításán alapul.  Az eredeti cikk szerkesztőit annak laptörténete sorolja fel. Ez a jelzés csupán a megfogalmazás eredetét és a szerzői jogokat jelzi, nem szolgál a cikkben szereplő információk forrásmegjelöléseként.